# Eurystigma
Eurystigma là chi thực vật có hoa trong họ Aizoaceae.